# Tratado de Varkiza
Tratado de Varkiza (também conhecido como Pacto de Varkiza ou Acordo de Paz de Varkiza) foi assinado em Varkiza (perto de Atenas), em 12 de fevereiro de 1945 entre o ministro grego das Relações Exteriores (apoiado pelos britânicos) e o secretário do Partido Comunista da Grécia (KKE) para a EAM-ELAS. Um dos aspectos do acordo (artigo IX) considerava um plebiscito a ser realizado dentro de um ano, a fim de resolver quaisquer problemas com a Constituição grega. Este plebiscito ajudaria a estabelecer eleições e, assim, criar uma assembleia constituinte que iria formular uma nova lei orgânica. Em outro aspecto do tratado, ambos os signatários concordaram que os Aliados enviariam supervisores, a fim de verificar a validade das eleições.  O acordo também prometeu que os membros da EAM-ELAS seriam autorizados a participar de atividades políticas, caso entregassem suas armas. Além disso, todas as liberdades civis e políticas seriam garantidas juntamente com o compromisso do governo grego para a criação de um exército nacional não político.